# 瓜達爾麥迪娜河

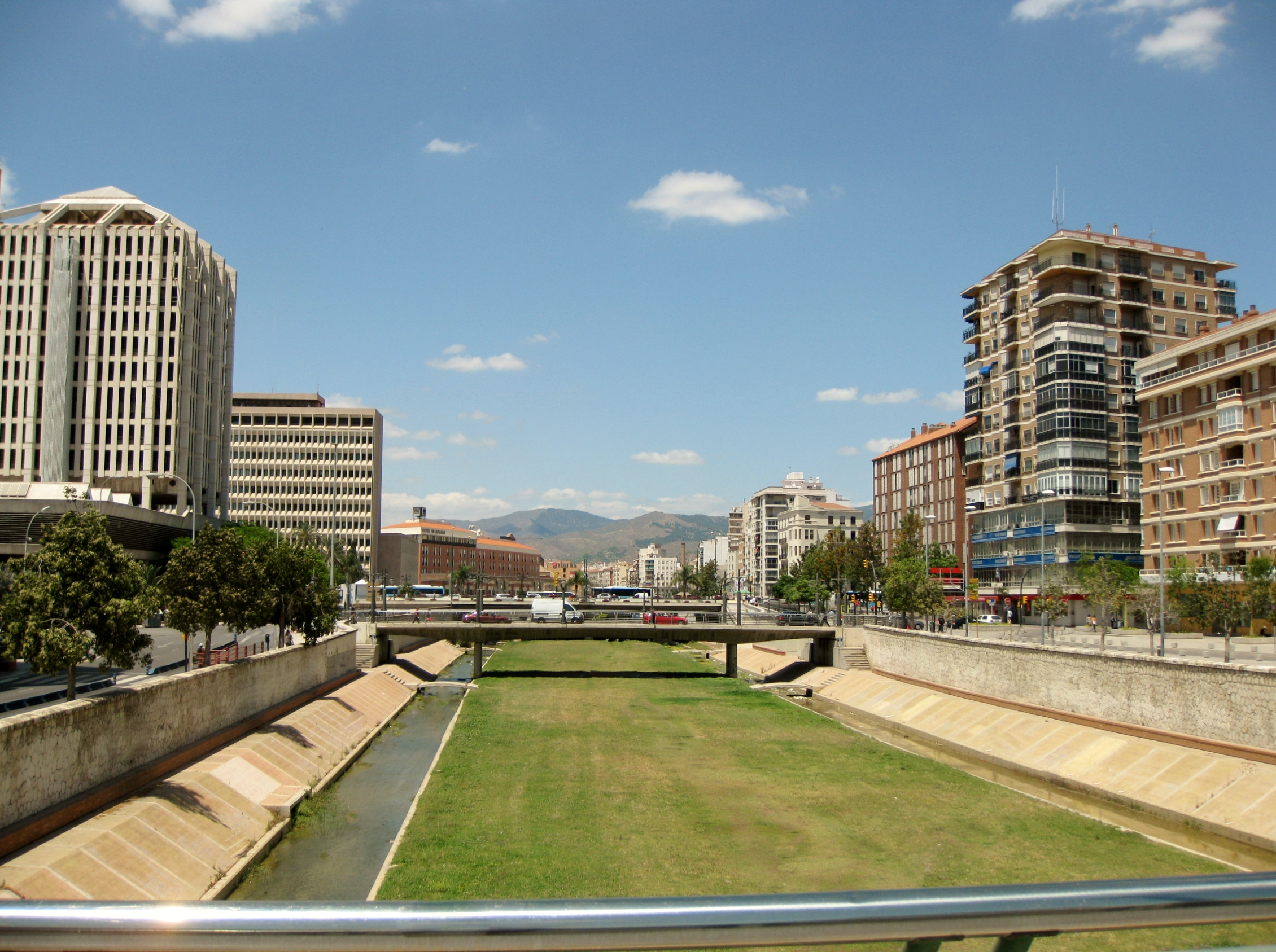
瓜達爾麥迪娜河馬拉加市段

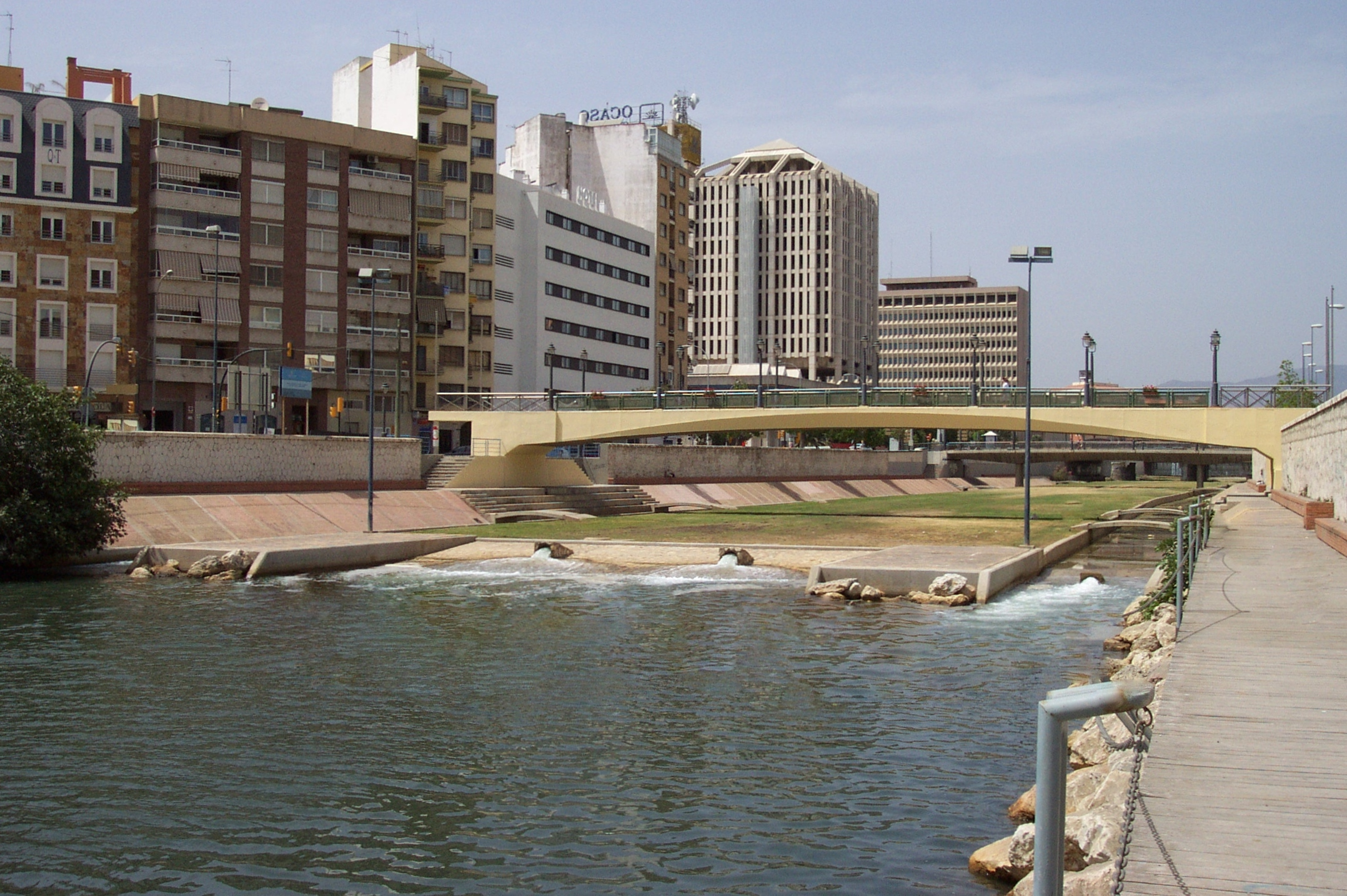
瓜達爾麥迪娜河

瓜達爾麥迪娜河（西班牙語：Río Guadalmedina）是西班牙的河流，位於安達盧西亞，河道全長51.1公里，流域面積180平方公里，平均流量每秒30立方米，流經馬拉加，最終注入地中海。
36°42′23″N 4°25′33″W / 36.70639°N 4.42583°W